# 1세대 이동 통신

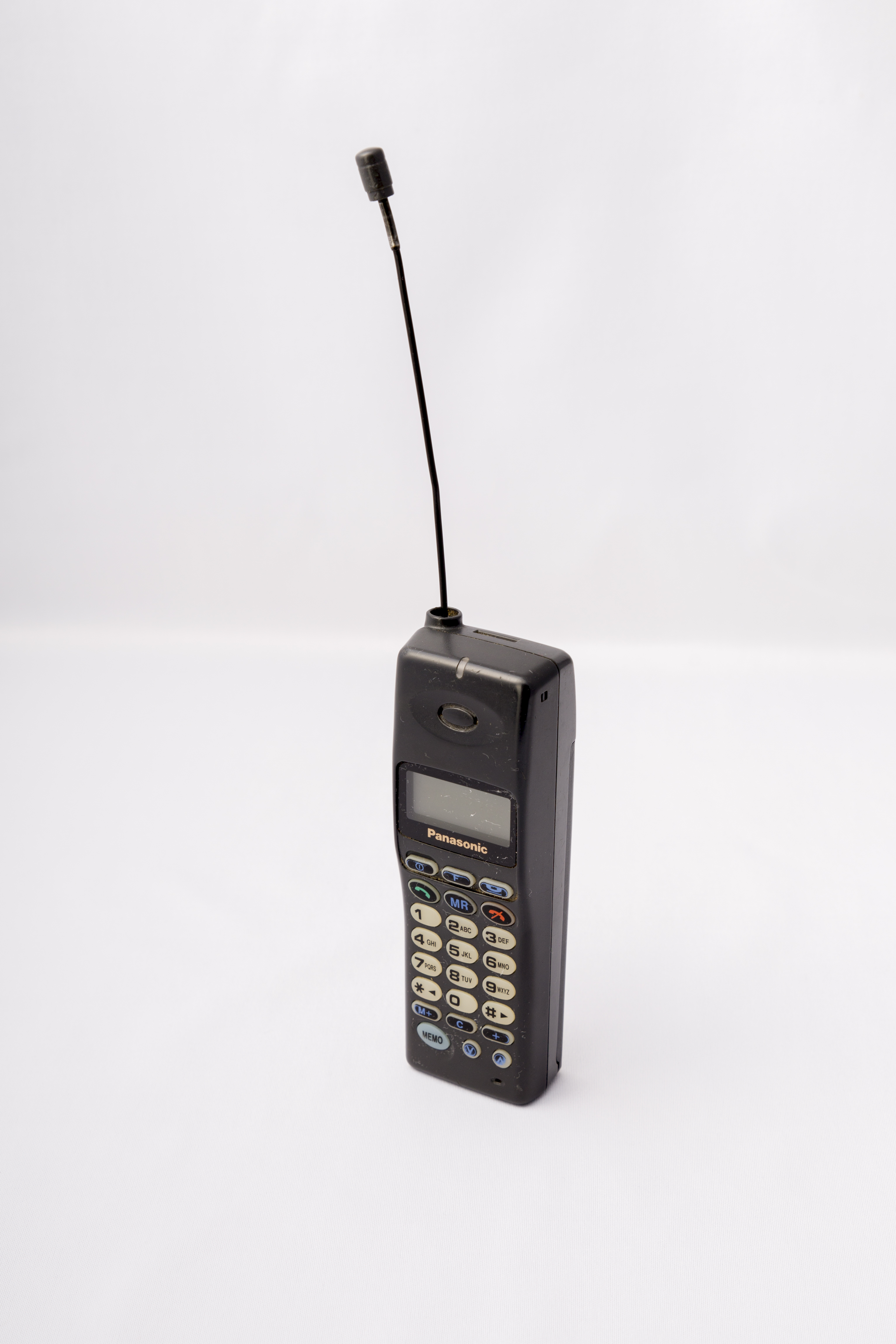

1세대 이동 통신(一世代 移動通信)은 음성통화만 가능한 아날로그 통신 시대를 말하며, 1 Generation의 줄임말로 1G라는 표현도 쓰인다. 아날로그 이동 통신 시스템은 음성전송에는 주파수 변조(FM)를, 신호전송에는 주파수 편이 변조(FSK)방식을 이용한다.
대한민국에서는 1984년부터 상용화되기 시작되었다.

## 1G의 상용 기술 표준

### NMT
에릭슨사가 개발한 북유럽 표준 1세대 이동 통신 기술이다.

#### 사용국가
- 네덜란드
- 노르웨이
- 덴마크
- 룩셈부르크
- 벨기에
- 스웨덴
- 스위스
- 스페인
- 아이슬란드
- 오스트리아
- 프랑스
- 핀란드

### TACS
영국 표준 1세대 이동 통신 기술이다.
TACS는 Total Access Communication System의 줄임말이다.

#### 사용국가
- 스페인
- 아일랜드
- 영국
- 오스트리아
- 이탈리아

### RC 2000
프랑스 표준 1세대 이동 통신 기술이다.
RC 2000은 Radiocom 2000의 줄임말이다.

#### 사용국가
- 프랑스

### AMPS
미국 표준 1세대 이동 통신 기술이다.
AMPS는 Advanced Mobile Phone System의 줄임말이다.

#### 사용국가
- 대한민국
- 미국
- 오스트레일리아
- 이스라엘

### C 450
독일 표준 1세대 이동 통신 기술이다.

#### 사용국가
- 독일
- 포르투갈

## 같이 보기
- 이동 통신 표준